# Ellice (circonscription électorale)
Pour les articles homonymes, voir Ellice.
Circonscription électorale provinciale du Canada
Ellice est une ancienne circonscription électorale provinciale du Manitoba (Canada). Cette circonscription du centre-ouest de Winnipeg fut représentée à l'Assemblée législative de 1981 à 1990.
La circonscription se situait sur les territoires des actuelles circonscriptions de Minto et St. James.

## Liste des députés
| Ellice                                    | Ellice                              | Ellice                              | Ellice                              | Ellice                              | Ellice                              |
| Nom                                       | Nom                                 | Parti                               | Mandat                              | Législature                         |                                     |
| Circonscription issue de Wellington       | Circonscription issue de Wellington | Circonscription issue de Wellington | Circonscription issue de Wellington | Circonscription issue de Wellington | Circonscription issue de Wellington |
| ----------------------------------------- | ----------------------------------- | ----------------------------------- | ----------------------------------- | ----------------------------------- | ----------------------------------- |
|                                           | Brian Corrin                        | Néo-démocrate                       | 1981 - 1986                         | 32e                                 |                                     |
|                                           | Harvey Smith                        | Néo-démocrate                       | 1986 - 1988                         | 33e                                 |                                     |
|                                           | Avis Gray                           | Libéral                             | 1988 - 1990                         | 34e                                 |                                     |
| Circonscription dissoute parmi Wellington |                                     |                                     |                                     |                                     |                                     |